# Hydropsalis
Genre
Hydropsalis est une espèce d'oiseaux de la famille des Caprimulgidae, dont les quatre espèces se trouvent en Amérique du Sud.

## Liste d'espèces
Selon la classification de référence du Congrès ornithologique international (version 3.3, 2013) :
- Hydropsalis cayennensis – Engoulevent coré
- Hydropsalis maculicaudus – Engoulevent à queue étoilée
- Hydropsalis climacocerca – Engoulevent trifide
- Hydropsalis torquata – Engoulevent à queue en ciseaux